# Територія Аляска
Територія Аляска (англ. Alaska Territory) — інкорпорована організована територія США, що існувала 24 серпня 1912 — 3 січня 1959. У 1959 році була прийнята до складу США як штат Аляска. До 1912, мала статус району (район Аляска).
Низка подій кінця XIX століття, зокрема, введення податку на спиртне і прийняття в 1899 році кримінального кодексу, посилили бажання Аляски мати представників У Конгресі США. 24 серпня 1912 Аляска була оголошена інкорпорованою організованою територією США і перейменована в Територію Аляска.
У 1916 році населення Аляски становило 58 тисяч осіб. Джеймс Уїкершем, представник Аляски в Конгресі, представив законопроєкт про перетворення Аляски в штат. Але у цей момент законопроєкт не отримав достатнього інтересу з боку населення Аляски, і не був прийнятий Конгресом. У 1923 році Аляску відвідав президент США Воррен Гардінг , але і це не збільшило інтерес населення до перетворення території в штат. Територія Аляски була розділена на чотири частини (англ. divisions), і найбільший з них, З центром У Джуно, розглядав питання про відділення від трьох інших і перетворенні у штат. Територію в цілому контролювали 52 різних федеральних агентства.
У 1920 році був прийнято Акт про торгові судна, згідно з яким торгові судна, які плавають під американським прапором, могли бути побудовані тільки в США, перебувати у власності громадян США, а також бути задокументовані відповідно до законів США. Всі товари, що доставляються на Аляску або транспортуються з Аляски, мали проходити через Сіетл, що робило Аляску залежним від штату Вашингтон. Ситуація розбиралася у Верховному суді США, який постановив, що положення конституції, згідно з яким один штат не повинен контролювати торгівлю іншого штату, не застосовується, так як Аляска не є штатом. У Сієтлі негайно підняли ціни на доставку товарів на Аляску.
У результаті Великої Депресії впали ціни на рибу і мідь, товари, що були життєво важливими для Аляски. Відповідно, заробітна плата впала, і пропозиція робочої сили на Алясці знизилося вдвічі. У 1935 році президент Франклін Делано Рузвельт запропонував перемістити населення із сільськогосподарських районів США (Мічиган, Вісконсин і Міннесота) в долину Матануска-Сусітна на Аляску, де ті могли б підтримати власне існування, займаючись сільським господарством. Програма, проте, через низку причин, однією з яких була відсутність у Аляски статусу штату, так і не була розгорнута. 
Подальше заселення Аляски пов'язано з розвитком авіації, оскільки заселення її внутрішніх областей та доставка туди товарів і продовольства стало можливим тільки після встановлення регулярного авіасполучення. Проте через несприятливі погодні умови Аляска є вкрай складним для авіасполучення регіонів, і на її території сталося безліч авіакатастроф..
З червня 1942 по серпень 1943 року Японія утримувала під час Алеутської операції два острови в складі Алеутських островів. У 1943, силами 43 тисяч солдат операція завершилася перемогою США, і японські війська були витіснені з островів.
Після війни федеральний уряд прийшов до висновку про бажаність надання Алясці статусу штату, і 3 січня 1959 Аляска стала штатом США. Цю подію було декілько затримано, оскільки члени Конгресу від Республіканської партії побоювалися, що Аляска підтримає на виборах Демократичну партію. 